# Tunika z Argenteuil

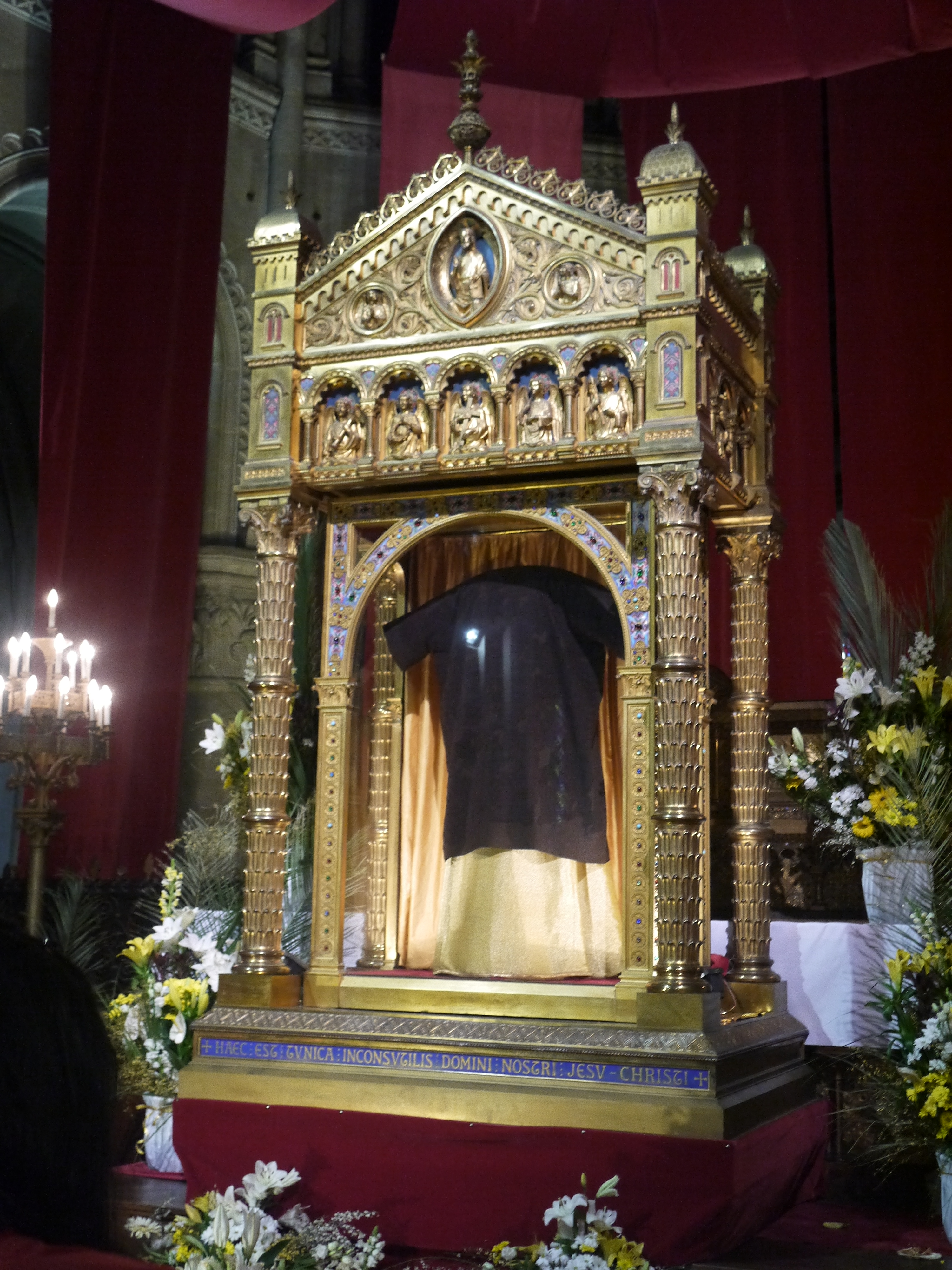
Tunika z Argenteuil

Tunika z Argenteuil – starożytna szata, przechowywana w Argenteuil we Francji. Zgodnie z tradycją, jest to tunika zakładana bezpośrednio na ciało (hebr. sadin), którą nosił Jezus w dniu śmierci.

## W Ewangelii Jana
Żołnierze zaś, gdy ukrzyżowali Jezusa, wzięli Jego szaty i podzielili na cztery części, dla każdego żołnierza po części; wzięli także tunikę. Tunika zaś nie była szyta, ale cała tkana od góry do dołu. Mówili więc między sobą: «Nie rozdzierajmy jej, ale rzućmy o nią losy, do kogo ma należeć». Tak miały się wypełnić słowa Pisma: Podzielili między siebie szaty, a los rzucili o moją suknię. To właśnie uczynili żołnierze. J 19,23-24

## Historia
Pierwsza historyczna adnotacja o Tunice pochodzi z końca VI w. Jej autorem jest św. Grzegorz z Tours. Napisał o szacie: „Mówi się, że jest ona przechowywana w bazylice Świętych Archaniołów w Galathai, mieście oddalonym ok. 150 km od Konstantynopola”. Część historyków uważa, że chodziło tu o miasto Germia w Galacji, słynącej z bazyliki znanej jako miejsce kultu Archaniołów.
Fredegar pisał w 610 r., że w 590 r. w mieście Zafad niedaleko Jerozolimy została odnaleziona marmurowa skrzynia zawierająca świętą suknię, tę samą o którą żołnierze rzymscy rzucali losy.
W 614 r. Jerozolima została zdobyta przez Persów, którzy zrabowali wiele relikwii. Wśród nich, zdaniem wielu historyków, mogła być także Tunika. W 628 Herakliusz zwyciężył Persów, odzyskał Tunikę i była przechowywana w Wielkim Pałacu w Konstantynopolu.
Tunikę otrzymał prawdopodobnie Karol Wielki od cesarzowej bizantyńskiej św. Ireny jako prezent zaręczynowy. Karol przyjął Tunikę. W 814 r. podarował ją klasztorowi benedyktynek w Argenteuil, gdzie przeoryszą została jego córka Teodrada.
Aby ustrzec relikwię przed najazdem Normanów, Tunika została zamurowana w schowku w ścianie, wraz z listami poświadczającymi jej pochodzenie.
Szatę odnaleziono przypadkowo w 1156. Od tej pory jej losy są dobrze udokumentowane. Pisali o niej m.in. Robert z Torigni czy Mateusz Paryżanin. Tunika stała się sławna w dużej części Europy. Do Argenteuil dwukrotnie przyjechał św. Ludwik IX.
W 1567 Tunika ledwo przetrwała najazd protestantów – została krótko wcześniej ukryta.
Ślady na Tunice pokrywają się ze śladami na całunie turyńskim na plecach, również znaleziono krew grupy AB.